# Epicauta costipennis
Epicauta costipennis es una especie de coleóptero de la familia Meloidae.

## Distribución geográfica
Habita en Argentina.